# Amok (videojuego)
Amok es un videojuego de categoría arcade, creado en 1996 por la empresa de Lemon para DOS y Windows; distribuido en 1997 por Scavenger para la consola Sega Saturn. El objetivo del juego es cumplir misiones a bordo de una curiosa máquina de guerra.

## Argumento
Amok se ubica en un escenario futurisco ubicado en un planeta, el cual es identificado en el manual con el mismo nombre. Existen dos corporaciones gigantescas, referidas como NONLUN y AZTK, las cuales han estado en guerra por 47 años. Está guerra ha involucrado diversos frentres y escenarios, incluyendo operaciones en el aire, la superficie en tierra y agua, y en las profundidades del agua. Recientemente, un acuerdo de paz se ha logrado. En el manual, este acuerdo es descrito como "una sabana que cubre el fuego que arde en los corazones de la gente". El acuerdo el lo suficientemente inestable para influenciar a una compañía de mercenarios, conocida como "the Bureau", la cual ha decido emplear al piloto de guerra llamado Gert Staun, para reiniciar la guerra para poder seguir lucrando con los contratos de ambas corporaciones. El jugador toma el ról de Gert Staun.